# Disintegration
Disintegration is het achtste studioalbum van de Britse newwaveband The Cure. Het kwam uit op 2 mei 1989. Het album kwam tot positie 12 in de Billboard Top 200 Album Countdown. De cd-versie is ongeveer 71 minuten lang, veel langer dan het gemiddelde rockalbum. De helft van nummers zijn meer dan zes minuten lang. De nummers "Last Dance" en "Homesick" staan niet op de oorspronkelijke vinyluitgave, vanwege de beperkte speelduur van vinylplaten. Ze zijn wel te vinden op een heruitgave van het album als dubbelelpee, die verscheen in 2010.

## Geschiedenis
The Cure had na albums als Faith en Pornography een donker en gothic-rockband-imago gekregen. Dit veranderde na Japanese Whispers met lichte popnummers als "Let's Go to Bed" en "The Lovecats" met bijbehorende videoclips van Tim Pope. Met Disintegration keerde The Cure terug naar het doemgeluid van begin jaren tachtig. Veel Cure-liefhebbers beschouwen Disintegration als het beste album van de band.
Dit album is deel twee uit Robert Smiths "Trilogy" (trilogie) samen met Pornography en Bloodflowers. In 2002 speelde The Cure de drie albums integraal live in Brussel, Hamburg en Berlijn. Het concert in Berlijn werd uitgebracht op de dvd The Cure: Trilogy.
In de South Park-aflevering Mecha-Streisand noemt South Park-inwoner Kyle Broflovski het album Disintegration het beste album ooit.

## Nummers
Alle nummers van Gallup/O'Donnell/Smith/Thompson/Williams.
Kant A:
1. "Plainsong" - 5:12
2. "Pictures of You" - 7:24
3. "Closedown" - 4:16
4. "Lovesong" - 3:28
5. "Last Dance" - 4:42 (niet op de lp-versie)
6. "Lullaby" - 4:08
7. "Fascination Street" - 5:16

Kant B:
1. "Prayers for Rain" - 6:04
2. "The Same Deep Water as You" - 9:18
3. "Disintegration" - 8:18
4. "Homesick" - 7:06 (niet op de lp-versie)
5. "Untitled" - 6:30

## Bezetting
- Simon Gallup - Basgitaar, keyboards
- Robert Smith - Gitaar, keyboards, zang, productie
- Porl Thompson - Gitaar
- Laurence Tolhurst - "Andere instrumenten", maar er is bekendgemaakt dat hij niets heeft bijgedragen
- Boris Williams - Drums
- Roger O'Donnell - Keyboards

### Overig personeel
- Dave Allen - Productie
- Richard Sullivan - Assistentie
- Roy Spong - Assistentie

## Singles
- April 1989 - "Lullaby" (B-kant: "Babble" en "Out Of Mind")
- April 1989 - "Fascination Street" (B-kant: "Babble" en "Out Of Mind") - alleen in de VS
- Augustus 1989 - "Lovesong" (B-kant: "2 Late" en "Fear Of Ghosts")
- Januari 1990 - "Pictures of You" (B-kant: "Last Dance (live)" en "Fascination Street (live)")

## Hitlijsten
- 1989 - Fascination Street - The Billboard Hot 100 - Positie 46
- 1989 - Lullaby - The Billboard Hot 100 - Positie 74
- 1989 - Fascination Street - Mainstream Rock Tracks - Positie 24
- 1989 - Fascination Street - Modern Rock Tracks - Positie 1
- 1989 - Lovesong - The Billboard Hot 100 - Positie 2
- 1989 - Lovesong - Modern Rock Tracks - Positie 2
- 1989 - Lullaby - Modern Rock Tracks - Positie 23
- 1989 - Fascination Street - Hot Dance Music/Club Play - Positie 7
- 1989 - Lovesong - Hot Dance Music/Club Play - Positie 8
- 1989 - Lullaby - Hot Dance Music/Club Play - Positie 31
- 1989 - Fascination Street - Hot Dance Music/Maxi-Singles Sales - Positie 13
- 1990 - Pictures of You - The Billboard Hot 100 - Positie 71
- 1990 - Pictures of You - Modern Rock Tracks - Positie 19
- 1990 - Pictures of You - Hot Dance Music/Club Play - Positie 33